# 30 mars en sport
30 février 30 avril
Chronologies thématiques
- Croisades
- Ferroviaires
- Disney

Le 30 mars (89e jour de l'année ou 90e en cas d'année bissextile) en sport.

## Événements

### XIXesiècle
- 1878 :
  - (Football /Coupe d'Écosse) : à Glasgow, finale de la 5e édition de la Coupe d'Écosse au Hampden Park, Glasgow devant 5000 spectateurs, Vale of Leven FC s'impose 1-0 face à Third Lanark AC.
- 1889 :
  - (Aviron) : The Boat Race entre les équipes universitaires d'Oxford et de Cambridge. Cambridge s'impose[1].
  - (Football /FA cup) : en finale de la 18e édition de la FA Cup (149 inscrits), Preston North End FC bat Wolverhampton Wanderers FC 3-0 devant 22 000 spectateurs au Kennington Oval.

### XXesièclede1951à2000
- 1952 :
  - (Cyclisme) : le Français Louison Bobet remporte la 10e édition de la course à étapes Paris-Nice.
  - (Handball) : l'Équipe de France de handball masculin joue son premier match.
- 1974 :
  - (Formule 1) : Grand Prix automobile d'Afrique du Sud.
- 1997 :
  - (Formule 1) : Grand Prix automobile du Brésil.

### XXIesiècle
- 2014 :
  - (Formule 1) : le britannique Lewis Hamilton remporte le Grand Prix automobile de Malaisie. Il devance son coéquipier Nico Rosberg et Sebastian Vettel sur Red Bull.
- 2019 :
  - (Football) : le Racing Club de Strasbourg Alsace remporte la 25e édition de la Coupe de la Ligue BKT face à l'En Avant Guingamp (0-0, 4-1 aux tirs au but) au Stade Pierre Mauroy de Lille.

## Naissances

### XIXesiècle
- 1836 :
  - Edward Ernest Bowen, footballeur anglais. († 8 avril 1901).
- 1867 :
  - Jean-Baptiste Fischer, cycliste sur route français. († 15 mars 1935).
- 1875 :
  - Thomás Xenákis, gymnaste artistique grec. Médaillé d'argent de la corde lisse et des barres parallèles par équipes aux Jeux d'Athènes 1896. († 7 juillet 1942).
- 1885 :
  - Charles Poulenard, athlète de sprint français. Médaillé d'argent du 400m aux Jeux de Stockholm 1912. († 10 novembre 1958).
- 1894 :
  - Thomas William Green, athlète de marches athlétiques américain. Champion olympique du 50 km marches aux Jeux de Los Angeles 1932. († 29 mars 1975).
- 1900 :
  - Santos Urdinaran, footballeur uruguayen. Champion olympique aux Jeux de paris 1924 et aux Jeux d'Amsterdam 1928. Champion du monde de football 1930. Vainqueur des Copa América 1923, 1924 et 1926. (22 sélections en équipe nationale). († 14 juillet 1979).

### XXesièclede1901à1950
- 1905 :
  - Mikio Oda, athlète de sauts japonais. Champion olympique du triple saut aux Jeux d'Amsterdam 1928. († 2 décembre 1998).
- 1929 :
  - István Rózsavölgyi, athlète de demi fond hongrois. Médaillé de bronze du 1 500 m aux Jeux de Rome 1960. Détenteur du record du monde du 1 500 m du 3 août 1956 au 11 juillet 1957. († 27 janvier 2012).
- 1935 :
  - Willie Galimore, joueur de foot U.S. américain. († 27 juillet 1964).
- 1939 :
  - Jozef Bomba, footballeur tchécoslovaque  puis slovaque. (13 sélections avec l'équipe de Tchécoslovaquie). († 27 octobre 2005).
  - Robert Herbin, footballeur puis entraîneur français. (23 sélections en équipe de France).  († 27 avril 2020).
- 1940 :
  - Jerry Lucas, basketteur américain. Champion olympique aux jeux de Rome 1960.
- 1942 :
  - Tane Norton, joueur de rugby à XV néo-zélandais. (27 sélections en équipe nationale).
- 1944 :
  - André Campaes, joueur de rugby à XV français. Vainqueur du Grand Chelem 1968. (14 sélections en équipe de France).
- 1948 :
  - Eddie Jordan, pilote de courses automobile et dirigeant sportif irlandais. Fondateur et ancien propriétaire de Jordan Grand Prix.
- 1950 :
  - Grady Little, dirigeant sportif de baseball américain.

### XXesièclede1951à2000
- 1960 :
  - Laurie Graham, skieuse alpine canadienne.
  - Bill Johnson, skieur alpin américain. Champion olympique de la descente aux Jeux de Sarajevo 1984. († 21 janvier 2016).
- 1961 :
  - Mike Thackwell, pilote de courses automobile néo-zélandais.
  - Doug Wickenheiser, hockeyeur sur glace canadien. († 12 janvier 1999).
- 1963 :
  - Panagiotis Tsalouchidis, footballeur grec. (76 sélections en équipe nationale).
- 1964 :
  - Vlado Bozinoski, footballeur australien. (6 sélections en équipe nationale).
- 1966 :
  - Leonid Voloshin, athlète de saut soviétique puis russe. Champion d'Europe d'athlétisme du triple saut 1990.
- 1967 :
  - Christopher Bowman, patineur artistique individuel américain. († 10 janvier 2008).
- 1969 :
  - Troy Bayliss, pilote de moto australien. Champion du monde de Superbike 2001, 2006 et 2008. (46 victoires en Grand Prix).
- 1970 :
  - Ruben Kruger, joueur de rugby à XV sud-africain. Champion du monde de rugby à XV 1995. (36 sélections en équipe nationale). († 27 janvier 2010).
  - Stéphane Ortelli, pilote de courses automobile français puis monégasque. Vainqueur des 24 Heures du Mans 1998.
- 1973 :
  - Jan Koller, footballeur tchèque. (91 sélections en équipe nationale).
- 1975 :
  - Franck Jurietti, footballeur français. (1 sélection en équipe de France).
- 1976 :
  - Céline Marty, footballeuse française. (40 sélections en équipe de France)
  - Obadele Thompson, athlète de sprint barbadien. Médaillé de bronze du 100 m aux Jeux de Sydney 2000.
- 1977 :
  - Marc Gicquel, joueur de tennis français.
- 1979 :
  - Robert Bell, pilote de courses automobile d'endurance britannique.
  - Stéphane Grichting, footballeur suisse. (45 sélections en équipe nationale).
  - Karim Souchu, basketteur français. Médaillé d'argent aux Mondiaux de basket-ball 3 × 3 2012. (12 sélections en équipe de France).
  - Anatoly Timochtchouk, footballeur ukrainien. Vainqueur de la Coupe UEFA 2008 et de la Ligue des champions 2013. (146 sélections en équipe nationale).
- 1980 :
  - Catarina Camufal, basketteuse angolaise. Championne d'Afrique de basket-ball féminin 2011 et 2013. (62 sélections en équipe nationale).
  - Katrine Lunde, handballeuse norvégienne. Championne olympique aux Jeux de Pékin 2008 et aux Jeux de Londres 2012 puis médaillée de bronze aux Jeux de Rio 2016 et aux Jeux de Tokyo 2020. Championne du monde de handball féminin 2011 et 2021. Championne d'Europe de handball féminin 2004, 2006, 2008, 2010, 2020 et 2022. Victorieuse des Ligue des champions de handball féminin 2009, 2010, 2013, 2014, 2021, 2022 et 2023 puis de la Coupe EHF de handball féminin 2017. (343 sélections en équipe nationale).
- 1981 :
  - Sergueï Moziakine, hockeyeur sur glace russe. Champion olympique aux Jeux de Pyeongchang 2018. Champion du monde de hockey sur glace 2008 et 2009.
- 1982 :
  - Philippe Mexès, footballeur français. (29 sélections en équipe de France)
- 1983 :
  - Jérémie Aliadière, footballeur français.
  - Holger Glandorf, handballeur allemand. Champion du monde de handball 2007. Vainqueur des Coupe EHF 2008 et 2010, de la Coupe d'Europe des vainqueurs de coupe 2012 puis de la Ligue des champions de handball 2014. (170 sélections en équipe nationale).
  - Margaret Hoelzer, nageuse américaine. Médaillée d'argent du 200 m dos et du relais 4 × 100 m 4 nages puis médaillée de bronze du 100 m dos aux Jeux de Pékin 2008. Championne du monde de natation du 200 m dos 2007.
- 1984 :
  - Mario Ančić, joueur de tennis croate. Médaillé de bronze du double aux Jeux d'Athènes 2004. Vainqueur de la Coupe Davis 2005.
  - Samantha Stosur, joueuse de tennis australienne. Victorieuse de l'US Open de tennis 2011.
- 1985 :
  - Russell Carter, basketteur américain.
  - Marco Frapporti, cycliste sur route italien.
- 1986 :
  - Grégory Bettiol, footballeur français.
  - Gary Coulibaly, footballeur franco-malien.
  - Sergio Ramos, footballeur espagnol. Champion du monde de football 2010. Champion d'Europe de football 2008 et 2012. Vainqueur des Ligue des champions 2014, 2016, 2017 et 2018. (163 sélections en équipe nationale).
- 1987 :
  - Jenni Hiirikoski, hockeyeuse sur glace finlandaise. Médaillée de bronze aux Jeux de Vancouver 2010 et aux Jeux de Pyeongchang 2018.
  - Juan Pablo Pino, footballeur colombien. (14 sélections en équipe nationale).
- 1989 :
  - Wang Lin, joueuse de badminton chinoise. Championne du monde de badminton en simple 2010.
  - Chris Sale, joueur de baseball américain.
  - João Sousa, joueur de tennis portugais.
- 1990 :
  - Michal Březina, patineur artistique individuel tchèque.
  - Emmanuel Mendy, footballeur sénégalo-bissau-guinéen. (4 sélections avec l'équipe de Guinée-Bissau).
- 1991 :
  - Gilles Sunu, footballeur franco-togolais. (2 sélections avec l'équipe du Togo).
- 1992 :
  - Abdoulaye Diallo, footballeur franco-sénégalais. (17 sélections avec l'équipe du Sénégal).
- 1993 :
  - Ron Baker, basketteur américain.
  - Valerio Conti, cycliste sur route italien.
  - Kyle Sinckler, joueur de rugby à XV anglais. (15 sélections en équipe nationale).
- 1994 :
  - Amine Amiri, joueur de snooker marocain.
  - Cindy Peyrot, joueuse de pétanque française. Médaillée d'argent de triplette aux Mondiaux 2021. Championne d'Europe de pétanque de triplette et médaillée de bronze de tir de précision 2016.
- 1995 :
  - Tao Geoghegan Hart, cycliste sur route et sur piste britannique.
  - Amandine Giardino, volleyeuse française. (110 sélections en équipe de France).
- 1996 :
  - Nayef Aguerd, footballeur marocain. Champion d'Afrique des nations de football 2018. (17 sélections en équipe nationale).
- 1997 :
  - Gabriel N'Gandebe, joueur de rugby à XV franco-camerounais. (11 sélections avec l'équipe de France).
- 1999 :
  - Jaylen Hoard, basketteur français.
  - Donovan Taofifénua, joueur de rugby à XV français.
  - Michal Tomič, footballeur slovaque.
- 2000 :
  - Nicolas Gestin, céiste français. Champion olympique en C1 aux jeux de Paris 2024. Champion du monde de canoë-kayak en C1 par équipes et médaillé d'argent en individuel 2023.

### XXIesiècle
- 2001 :
  - Anastasia Potapova, joueuse de tennis russe.
- 2007 :
  - Carl Selfvén, footballeur suédois.

## Décès

### XXesièclede1901à1950
- 1901 :
  - Peter McNeil, 47 ans, footballeur écossais. (° ? 1854).
- 1933 :
  - John Eisele, 49 ans, athlète de steeple américain. Médaillé de bronze du 3 200 steeple aux Jeux de Londres 1908. (° 18 janvier 1884).
- 1941 :
  - Laurens Meintjes, 72 ans, cycliste sur piste sud-africain. Champion du monde de cyclisme sur piste du demi-fond 1893. (° 9 juin 1868).
- 1943 :
  - Jean Caujolle, 54 ans, joueur de rugby à XV français. (5 sélections en équipe de France). (° 31 juillet 1888).
- 1945 :
  - Eugène Maës, 54 ans, footballeur français. (11 sélections en équipe de France). (° 15 septembre 1890).

### XXesièclede1951à2000
- 1965 :
  - Jack Hatfield, 71 ans, nageur britannique. Médaillé d'argent du 400m nage libre et du 1 500m puis médaillé de bronze du relais 4 × 200m nage libre aux Jeux de Stockholm 1912. (° 15 août 1893).
- 1969 :
  - James Bellamy, footballeur puis entraîneur anglais. (° 11 septembre 1881).
  - Lucien Bianchi, 34 ans, pilote de F1 et de courses automobile d'endurance italien puis belge. Vainqueur des 24 Heures du Mans 1968. (° 10 novembre 1934).
- 1973 :
  - Yves Giraud-Cabantous, 68 ans, pilote de courses automobile français. (° 8 octobre 1903).
- 1981 :
  - Douglas Lowe, 78 ans, athlète de demi-fond britannique. Champion olympique du 800m aux Jeux de Paris 1924 et aux Jeux d'Amsterdam 1928. (° 7 août 1902).
- 1982 :
  - Roger Pelé, 80 ans, athlète de fond français. (° 29 août 1901).
- 1986 :
  - Pedro Estrems, 53 ans, footballeur espagnol. Vainqueur de la Coupe des villes de foires 1958. (° 11 décembre 1932).
- 1992 :
  - Amédée Fournier, 80 ans, cycliste sur piste et sur route français. Médaillé d'argent de la poursuite par équipes aux Jeux de Los Angeles 1932. (° 7 février 1912).
- 1993 :
  - Andrée Joly, 91 ans, patineuse artistique de couples et ensuite entraîneuse française puis américaine. Médaillée de bronze aux Jeux de Chamonix 1924, puis championne olympique aux Jeux de Saint-Moritz 1928 et aux Jeux de Lake Placid 1932. Championne du monde de patinage artistique 1926, 1928 1930 et 1932. Championne d'Europe de patinage artistique 1932. (° 16 septembre 1901).
  - Claude Mouton, 61 ans, commentateur sportif canadien. (° 20 septembre 1931).
- 1996 :
  - Richard Kreß, 71 ans, footballeur allemand. (9 sélections en équipe nationale). (° 6 mars 1925).

### XXIesiècle
- 2017 :
  - Paul Hamilton, 75 ans, footballeur puis entraîneur nigérian. (1 sélection en équipe nationale). Sélectionneur de l'équipe du Nigeria en 1989 puis de l'équipe féminine du Nigeria en 1995. (° 31 juillet 1941).
- 2018 :
  - Keith Murdoch, 74 ans, joueur de rugby à XV néo-zélandais. (3 sélections en équipe nationale). (° 9 septembre 1943).